# Norman Mailer
Norman Kingsley Mailer (Long Branch, Nueva Jersey, 31 de enero de 1923-Nueva York, 10 de noviembre de 2007) fue un escritor, novelista, periodista, ensayista, dramaturgo, cineasta, actor y activista político estadounidense. Junto con Truman Capote está considerado el gran innovador del periodismo literario.

## Biografía
Nació en una familia judía. Se crio en Brooklyn, Nueva York, y en 1939 comenzó sus estudios de ingeniería aeronáutica en la Universidad de Harvard. Allí empezó a interesarse por la escritura y publicó su primer relato a los 18 años.
Vivió sus últimos tiempos en Provincetown, Massachusetts. Murió a los 84 años como consecuencia de una insuficiencia renal.

### Vida familiar
Se casó seis veces. Su último matrimonio, fue en 1980, con Norris Church, y tuvo nueve hijos en total.
En 1960, hirió a su segunda mujer Adele Morales al apuñalarla con un cortaplumas durante una fiesta.
Escribió su último libro, The Big Empty, en colaboración con su hijo John Buffalo Mailer.

## Trayectoria

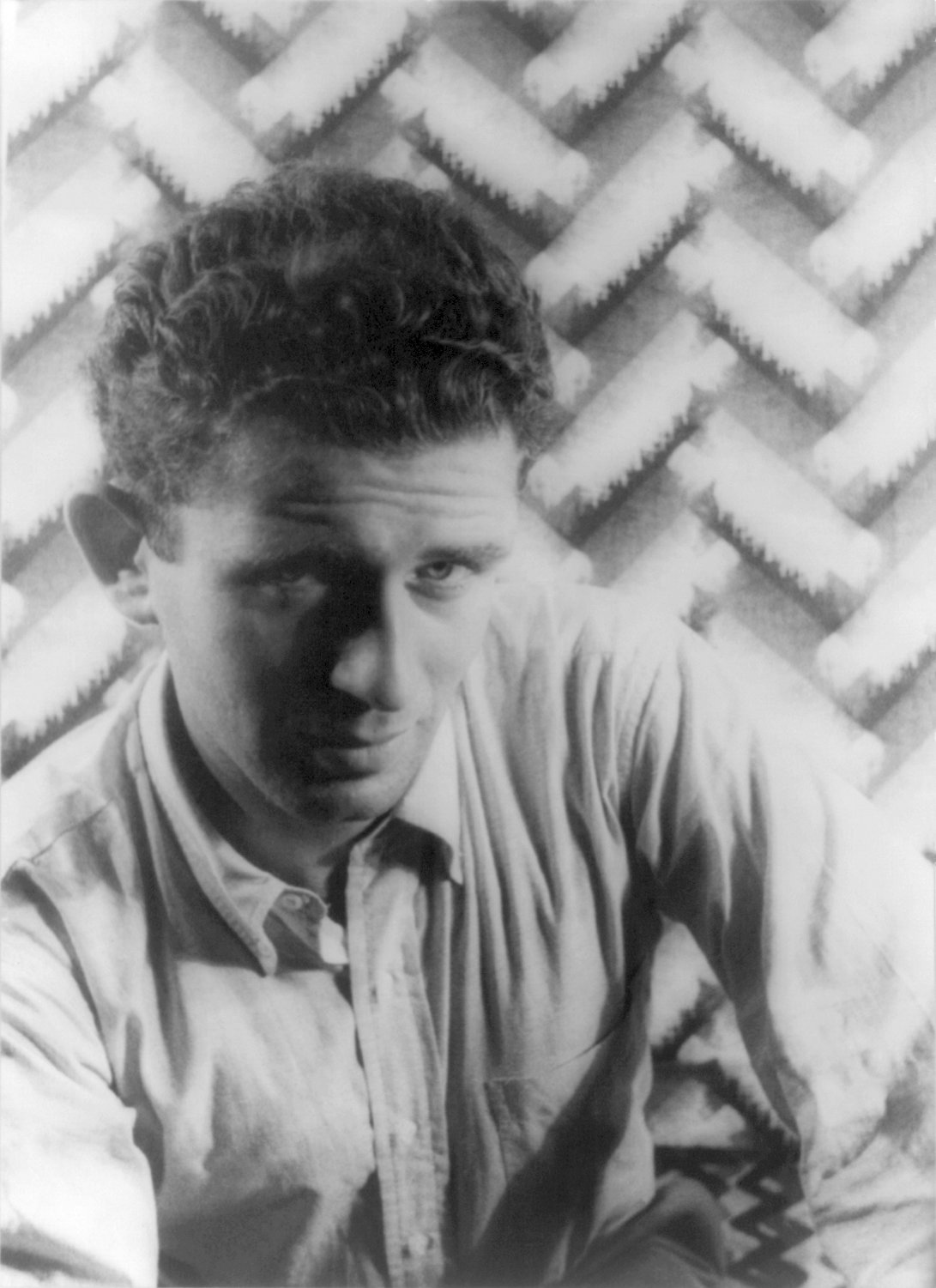
Norman Mailer, fotografiado por Carl Van Vechten, 1948.

Mailer trató de obtener la objeción de conciencia para evitar ser reclutado durante la Segunda Guerra Mundial, pero acabó sirviendo en el sur del océano Pacífico y en Filipinas. En 1948, justo antes de entrar en la Sorbona en París, escribió la obra que lo haría famoso en el mundo, Los desnudos y los muertos (The Naked and the Dead), basada en sus experiencias durante la guerra. Fue aclamada por muchos como una de las mejores novelas estadounidenses tras la guerra y la Modern Library (sección de la editorial Random House) la calificó como una de las cien mejores novelas.
Durante los años siguientes, Mailer trabajó como guionista en Hollywood. La mayor parte de sus escritos fueron rechazados por muchas editoriales. Pero a mediados de los cincuenta, se hizo famoso como ensayista antisistema, siendo uno de los fundadores de The Village Voice, periódico neoyorquino semanal, en 1955. En artículos-reportaje como "The White Negro: Superficial Reflections on the Hipster" (1956) y "Advertisements for Myself" (1959), Mailer examinó la violencia, la histeria, el delito y la confusión en la sociedad estadounidense.
Buena parte de las obras de Mailer, como por ejemplo Armies of the Night, son de naturaleza política y fueron consumidas ávidamente por Jim Morrison una y otra vez para desencadenar lo que sería posteriormente su poesía y libros junto a The Doors.
En 1980, Mailer apoyó al asesino condenado Jack Abbott en su petición de la libertad condicional, que le fue concedida. Lo ayudó, además, a publicar un libro titulado In the Belly of the Beast, una colección de sus cartas a Mailer en las que trataba de sus experiencias en la cárcel. No obstante, Abbott cometió un asesinato no mucho después de ser puesto en libertad y fue de nuevo encarcelado. Mailer fue objeto de algunas críticas por su papel en la liberación de Abbott, y en una entrevista de 1992 para el Buffalo News afirmó que su implicación con Abbott había sido:

«Otro episodio en mi vida en el que no puedo encontrar nada agradable ni nada de lo que sentirme orgulloso».

Mailer fue también un reputado biógrafo. Escribió biografías de Marilyn Monroe, Pablo Picasso y Lee Harvey Oswald.

## Política
Se consolidó como periodista político con su cobertura de las Convenciones Nacionales de Republicanos y Demócratas en los años 1960, 1964, 1968, 1972, 1992 y 1996.
En 1967 fue arrestado, por poco tiempo, por su participación en manifestaciones contra la Guerra en Vietnam.
Dos años más tarde, aspiró, sin alcanzarla, a la alcaldía de Nueva York, coligado con el columnista Jimmy Breslin (que aspiraba a la presidencia del City Council), teniendo en su agenda la secesión de la ciudad de Nueva York con el fin de llegar a ser el estado número 51.
Se omite su ideología comunista o se desconoce. Hablaba de su comunismo y de que en Estados Unidos el fascismo jamás usaría ese nombre pero que no estaba muy lejos de instaurarse a todos los efectos.

## Obra

### Novela
- Los desnudos y los muertos (1948)
- Costa bárbara (1951)
- El parque de los ciervos (1955)
- Un sueño americano (1965)
- ¿Por qué fuimos al Vietnam? (1967)
- A Transit to Narcissus (1978)
- Of Women and Their Elegance (1980)
- Noches de antigüedad (1983)
- Los tipos duros no bailan (1984)
- El fantasma de Harlot (1991)
- El Evangelio según el hijo (1997)
- El castillo en el bosque (2007)

### Narrativa de no ficción
- Los ejércitos de la noche (1968) (Premio Pulitzer 1969)
- Miami y el sitio de Chicago (1968)
- Un fuego en la luna (1971)
- King of the Hill: Norman Mailer on the Fight of the Century (1971)
- San Jorge y el Padrino (1972)
- El combate (1975)
- La canción del verdugo (1979) (Premio Pulitzer 1980)
- Oswald. Un misterio americano (1995)

### Ensayo
- El negro blanco (1958)
- The Bullfight: A Photographic Narrative with Text by Norman Mailer (1967)
- El prisionero del sexo (1971)
- La fe del grafiti (1974)
- Genio y lujuria. Henry Miller (1976)
- ¿Por qué estamos en guerra? (2003)

### Biografía
- Marilyn. Una biografía (1973)
- Portrait of Picasso as a Young Man: An Interpretive Biography (1995)

### Películas
- Salvaje 90 (Wild 90) (1968), actor, director y guionista
- Más allá de la ley (Beyond the Law) (1968), actor, director y guionista
- Maidstone (1970), actor, director y guionista
- Town Bloody Hall (1979), actor y guionista
- Ragtime (1981), actor
- La canción del verdugo (1982) (TV), guionista
- Los hombres duros no bailan (1987), director y guionista
- El rey Lear (1987), actor y guionista
- Cremaster 2 (1999), actor
- American Tragedy (2000) (TV), guionista
- Robert Hanssen: maestro de espías (2002) (TV), guionista

## Honores
- 2008, The Norman Mailer Center y The Norman Mailer Writers Colony, una ONG para fines educativos, se estableció en honor de Norman Mailer.[10] Entre sus programas se halla el Norman Mailer Prize establecido en 2009.

### En la música popular
Mailer es mencionado en varias canciones:
- "Give Peace a Chance", de John Lennon,
- "Los tipos duros no bailan", de los Caballeros de la Quema,
- "Los tipos duros no bailan", de Ariel Rot del disco "Ahora piden tu cabeza",
- "Animal Bar", de Red Hot Chili Peppers,
- "A Simple Desultory Philippic (Or How I Was Robert McNamara'd Into Submission)" de Simon & Garfunkel,
- "Are You Ready To Be Heartbroken" de Lloyd Cole,
- "Santa Mónica" de Savage Garden y
- "Get By" de Talib Kweli.
- El grupo de rock galés Manic Street Preachers le menciona junto con Sylvia Plath, Henry Miller y Harold Pinter en su canción "Faster" de su disco de 1994 The Holy Bible
- La banda de art-pop australiana TISM le menciona junto a Dylan Thomas y Jackson Pollock en su canción "Genius is different".[11]
- Es mencionado en la canción "Somewhere in Hollywood" del grupo de rock inglés 10cc
- El Duo de raperos Los Chikos del maíz lo mencionan en la canción "Los pollos hermanos"
- Es mencionado en "Antinuclear" de Miguel Ríos
- "Vacía Luna Vieja" de Tröikadedra

### Premios
Ganó dos Premio Pulitzer por:
- Los ejércitos de la noche (1968)
- La canción del verdugo (1979) (Premio Pulitzer en 1980)

- 2002: Cruz de Honor de Austria para la Ciencia y el Arte, primera clase[12]
- 2005: National Book Award for Lifetime Achievement
- 2006: caballero de la Legión de Honor en reconocimiento de la literatura de Mailer y sus estrechos vínculos con Francia
- Comandante de la Ordre des Arts et des Lettres (France)

### Filmografía
Mailer ha aparecido en varios documentales, entre los que destacan:
- When We Were Kings sobre el “combate en la jungla” que enfrentó a los boxeadores Muhammad Ali y George Foreman.
- Hijacking Catastrophe, sobre los atentados del 11 de septiembre y la guerra de Irak.

Es también mencionado en la película futurista y satírica de Woody Allen El dormilón (1973), en la que Allen dice a un científico que «Este es un retrato de Norman Mailer. Legó su ego a la Facultad de Medicina de Harvard».
En 2005, Mailer hizo una actuación especial en el programa de la WB Gilmore Girls. El episodio, titulado "Norman Mailer, I'm pregnant!", presentó al autor en una entrevista en el Dragonfly Inn, un lugar propiedad de la protagonista principal, Lorelai Gilmore. El entrevistador fue su hijo, el actor Stephen Mailer. Desde mayo de ese año, contribuía con un blog en el The Huffington Post.
En el documental de Martin Scorsese The 50 year of argument.